# Heinrich August Müller (Politiker)
Heinrich August Müller (* 16. November 1832 in Hamburg; † 28. Januar 1903 ebenda) war ein deutscher Kaufmann und Politiker.

## Leben
Müller absolvierte eine Ausbildung im Handel, lebte zunächst in Glasgow und arbeitete dort als Kaufmann. Nach dem Ableben seines Vaters am 3. Mai 1857 kam er nach Hamburg zurück, um das väterliche Unternehmen weiterzuführen. Er legte den Hamburger Bürgereid ab und wurde am 1. September 1857 alleiniger Inhaber der Firma Franz Theodor Müller. Das Unternehmen wurde am 1. Januar 1859 liquidiert. Am selben Tag gründete Müller gemeinsam mit Gustav Adolph Lappenberg die Firma Lappenberg & Müller, die er nach dem Ausscheiden Lappenbergs 1878 bis zur Geschäftsauflösung am 30. April 1880 allein führte.
Müller wurde am 30. Dezember 1871 in die Handelskammer Hamburg gewählt, die er 1876 als Präses leitete. Er vertrat die Kammer in verschiedenen Deputationen. Die Handelskammermitglieder und Altadjungierten wählten Müller in einer gemeinsamen Sitzung am 24. September 1873 in die Hamburgische Bürgerschaft. Er blieb bis zum Jahresende 1876 Bürgerschaftsmitglied. Von 1878 bis 1885 fungierte er als Handelsrichter.